# Pedro Ferreira
Pedro Ferreira né le 5 janvier 1998 à Marinha Grande au Portugal, est un footballeur portugais qui évolue au poste de milieu défensif à l'Aalborg BK.

## Biographie

### En club
Né à Marinha Grande au Portugal, Pedro Ferreira est formé par le Sporting CP.
Le 26 juillet 2018, Pedro Ferreira est prêté pour une saison au CD Mafra. 
Le 19 août 2020, Pedro Ferreira est recruté par l'Aalborg BK, où il signe un contrat de quatre ans,. Il joue son premier match le 13 septembre 2020, lors de la première journée de la saison 2020-2021 de Superliga face au Lyngby BK. Il est titularisé et les deux équipes se neutralisent ce jour-là (0-0).
Il inscrit ses deux premiers buts en professionnel, et donc pour Aalborg, le 12 septembre 2021, face au Viborg FF, en championnat. Ses deux buts permettent à son équipe de l'emporter (2-3 score final),.

### En sélection
Pedro Ferreira est régulièrement sélectionné dans les catégories de jeunes des équipes du Portugal. Il représente les moins de 16 ans de 2013 à 2014. Il joue un total de treize matchs avec cette sélection et marque un but, le 1er mars 2014.
Avec les moins de 17 ans, Pedro Ferreira joue en tout seize matchs entre 2014 et 2015. Il marque deux buts avec cette sélection.